# Alopecosa oahuensis
Alopecosa oahuensis là một loài nhện trong họ Lycosidae.
Loài này thuộc chi Alopecosa. Alopecosa oahuensis được Eugen von Keyserling miêu tả năm 1890.